# Cineplus
A  Cineplus é uma empresa privada brasileira, que atua no ramo da exibição cinematográfica, sediada na cidade de Curitiba.  Atua em cinco cidades dos Estados do Paraná e Santa Catarina e seu parque exibidor é formado atualmente por sete complexos e dezenove salas, média de 2,71 salas de cinema por complexo. Suas 3 943 poltronas perfazem uma média de 207,53 assentos por sala.

## História
A empresa iniciou as atividades em 2005, quando abriu um complexo de três salas no Shopping Jardim das Américas, na cidade de Curitiba, que mais tarde chegaria a seis salas, em virtude de ampliações.  Entretanto, o seu fundador já atuava no mercado exibidor desde 1999, quando reabriu o falido Cine Água Verde, localizado no shopping do mesmo ano, que passou a ser chamar Cineplus Água Verde com a criação da marca.  Novos cinemas seriam abertos nos anos seguintes: em 2006,  Campo Largo, na Região Metropolitana de Curitiba, ganharia o Cineplus Campo Largo;  2008 foi  a vez do Cineplus Xaxim, no Shopping & Sport,  de Curitiba e  em 2012 foi aberto outro complexo, desta vez com duas salas, na cidade de Castro.

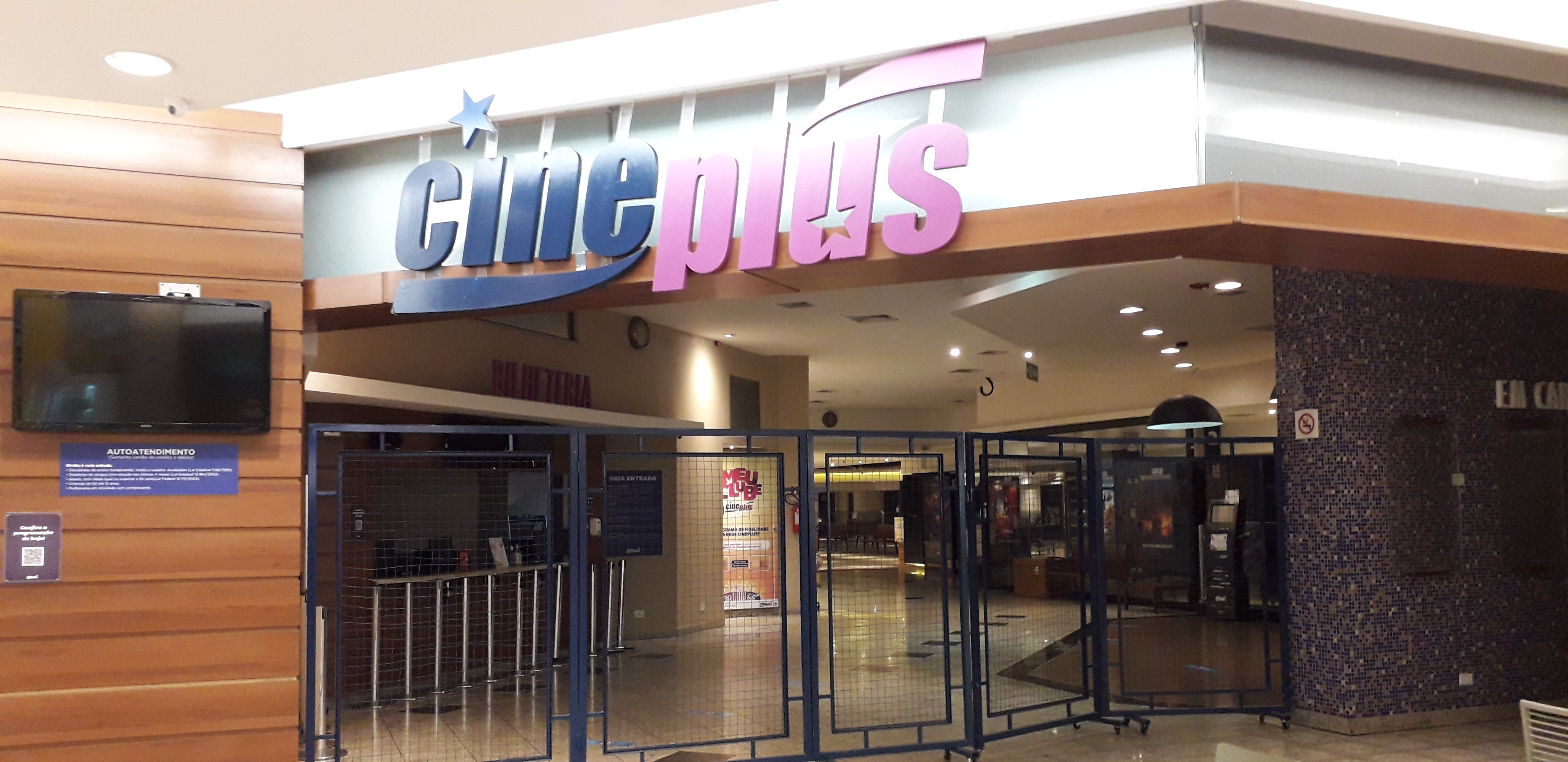
Cineplus Jardim das Américas, maior complexo da rede

Atuava exclusivamente em shopping centers ou supermercados (caso específico do Hiper Condor, da cidade de Castro), até a inauguração, após reforma, do Cine Emacite em 17 de dezembro de 2016, seu primeiro cinema de rua (fora dos centros comerciais). Por possuir um parque exibidor modesto, ocupou apenas a 28ª posição entre os maiores exibidores do país (posição de setembro de 2014) por número de salas. Entretanto, vem se destacando no mercado exibidor paranaense, sendo o primeiro a implantar cinemas em supermercado no seu Estado. Outro evento notável é o "Cinema Solidário", sessão gratuita realizada com instituições voltadas para o público carente, como ONGs e outras.  Essas sessões ocorrem em um sábado por mês.
Ainda que a programação seja proveniente do circuito comercial, com filmes eminentemente dublados,  produções independentes também são exibidas de forma esporádica. Uma proposta lançada pelo seu presidente, em junho de 2012, foi o lançamento de um complexo de três salas na cidade de Curitiba que se chamaria "Cineplus Art", para exibição exclusiva de filmes nacionais. Até agosto de 2015 este projeto não havia avançado.

## Modernização
Com relação à sua modernização, implantou duas salas TSX (com telas enormes e som imersivo), uma no Cineplus Jardim das Américas e outra no Cineplus Xaxim em 2011. Em setembro de 2014, a Cineplus já havia digitalizado 81,3% de suas salas, conforme relatório do site especializado Filme B. Nesse processo, os tradicionais projetores de película 35mm são substituídos  equipamentos digitais.
Permanece sendo dirigida pelo seu fundador, o empresário paranaense Milton Alexandre Durski, que eventualmente participa como palestrante em seminários sobre cinema como o Parana'cine e o I Seminário de Cinema Contemporâneo de Curitiba. Anteriormente, antes da criação da marca, ele fora proprietário do Cine Portal Plaza, complexo de quatro salas instalado em Curitiba, aberto em março de 2003 e com atividades encerradas em 24 de agosto de 2009. Foi neste complexo que se iniciaram as sessões gratuitas para grupos de pessoas carentes.
Em maio de 2018, disponibilizou equipamento de acessibilidade para pessoas com deficiência auditiva e visual na Sala TSX (Sala 6) do complexo situado no Shopping Jardim das Américas. Acoplado às poltronas, os fones de ouvido permitem a narrativa das falas, das expressões e dos cenários em tempo real. também é possível à visualização do texto em Libras, com o emprego de uma pequena tela. De acordo com a publicação Bem Paraná, teria sido a primeira sala de cinema do Brasil a contar com tais facilidades. Esta mesma sala ganhou mais recursos tecnológicos em abril de 2019, ao receber projeção TSX Laser RGB (red green blue) e resolução 4K, que permite melhorar a cor dos quadros e uma maior nitidez das imagens. A tela foi substituída por outra de maior dimensão e agora passou a ter 150m2.

## Público
Abaixo a tabela de público e sua evolução de 2007 até 2019, considerando o somatório de todas as suas salas a cada ano. A variação mencionada se refere à comparação com os números do ano imediatamente anterior. Os dados foram extraídos do banco de dados Box Office do portal de cinema Filme B, à exceção dos números de 2007, 2014 e 2015, que se originam do Data Base Brasil. Já os dados de 2016 em diante procedem do relatório "Informe Anual Distribuição em Salas Detalhado", do Observatório Brasileiro do Cinema e do Audiovisual (OCA) da ANCINE.
No período avaliado, é possível observar um crescimento de 174,59% no público, com evolução positiva em quase todos os anos, a exceção de 2008 e 2011.  Como é possível verificar, houve uma perda de 16,05% no público frequentador, como consequência da retração que seu no mercado exibidor brasileiro em 2017 e 2018.
| Ano  | Público total | Ranking no país | Market Share | Variação |
| ---- | ------------- | --------------- | ------------ | -------- |
| 2007 | 470 322       | 25º             | 0,53%        | ano-base |
| 2008 | 403 407       | 27º             | 0,47%        | 14,23%   |
| 2009 | 546 448       | 25º             | 0,48%        | 35,46%   |
| 2010 | 579 219       | 27º             | 0,43%        | 6,00%    |
| 2011 | 539 097       | 26º             | 0,38%        | 6,93%    |
| 2012 | 672 439       | 26º             | 0,45%        | 24,73%   |
| 2013 | 686 173       | 25º             | 0,45%        | 2,04%    |
| 2014 | 730 418       | 25º             | 0,47%        | 6,45%    |
| 2015 | 819 212       | 25º             | 0,48%        | 12,16%   |
| 2016 | 990 777       | 25º             | 0,54%        | 20,94%   |
| 2017 | 977 418       | 25º             | 0,55%        | 1,35%    |
| 2018 | 831 776       | 25º             | 0,52%        | 14,90%   |
| 2019 | 821 143       | 24º             | 0,47%        | 1,28%    |